# Javier Moracho
Javier Moracho Torrente (Monzón, Huesca; 18 de agosto de 1957) es un exatleta español especializado en la prueba de 110 m vallas. Considerado el mejor vallista español de todos los tiempos por la Asociación Española de Estadísticos de Atletismo en el año 1992.

## Biografía
El 2 de junio de 1976 consiguió su primer récord nacional, en Bratislava, con una marca de 14.09 en la carrera de 110 metros vallas. Fue campeón de España en ocho ocasiones en la distancia de 60 m (1977, 1979, 1980, 1981, 1984, 1985, 1986 y 1987) consiguiendo otras ocho el título de campeón español al aire libre en 110 m vallas (1978, 1980, 1981, 1982, 1983, 1984, 1985 y 1987).
Mantuvo una gran rivalidad deportiva con Carlos Sala, otro grande de las vallas cortas y sus duelos son hoy todavía recordados. Actuó en tres Juegos Olímpicos, consiguió ser finalista olímpico con un séptimo puesto en los Juegos Olímpicos de Moscú 1980. Es licenciado en Educación física, desde su retirada en 1990 se dedica a impartir clases de educación física. Ha sido también director de Relaciones Públicas de la Vuelta Ciclista a España y comentarista de atletismo en Eurosport. Durante toda su carrera deportiva su entrenador fue Jaime Enciso que también entrenó a la hija de Javier.

## Palmarés
Nacional
- Campeón de España 60 m: 1977, 1979, 1980, 1981, 1984, 1985, 1986 y 1987
- Campeón de España 110 m vallas al aire libre: 1980 (13"99), 1981 (13"74), 1982 (13"98), 1983 (13"6), 1984 (13"57),1985 13"99), 1987 (13"42)

Internacional
- 1975 Europeo Júnior en Atenas: Medalla de Plata en 110 m vallas
- 1979 Juegos del Mediterráneo: Medalla de Bronce en 110 m vallas con una marca de 13.92
- 1980 Europeo Pista Cubierta en Sindelfingen: Medalla de Bronce en 60 m vallas con una marca de 7.75
- 1981 Europeo Pista Cubierta en Grenoble: Medalla de Plata en 50 m vallas con una marca de 6.58
- 1983 Juegos del Mediterráneo en Casablanca: Medalla de Oro en 110 m vallas con una marca de 13.54
- 1985 Mundial Pista Cubierta en París: Medalla de Plata en 60 m vallas con una marca de 7.69
- 1986 Europeo Pista Cubierta en Madrid: Medalla de Oro en 60 m vallas 7.67
- 1988 Juegos Iberoamericanos en México: Medalla de Bronce en 110 m vallas con una marca de 13.9